# Billel Benhammouda
Billel Benhammouda (en arabe : بلال بن حمودة) est un footballeur algérien né le 28 août 1997 à Hadjout et mort le 10 juin 2022 à Bou Ismaïl. Il jouait au poste de milieu de terrain.

## Biographie
Formé à l'USMM Hadjout, Billel Benhammouda signe en juillet 2016, à l'USM Alger. Il fait sa première apparition le 28 octobre 2017, en championnat, lors de la réception du CR Belouizdad, avec à la clé une nette victoire (4-0). 
Lors de la saison 2018-2019, l'USMA remporte le titre de champion. Billel Benhammouda joue 12 matchs en championnat cette saison là. Dans le même temps, il est capitaine de la sélection algérienne des moins de 23 ans.
La saison suivante, il dispute la Ligue des champions d'Afrique avec l'USMA.
Billel Benhammouda meurt dans la nuit du 9 au 10 juin 2022 dans un accident de la route à Bou Ismaïl, quelques heures après son match avec l'équipe d'Algérie de football A' avec qui il participait au Tournoi des quatre nations censé préparer le Championnat d'Afrique des nations de football 2022. Le tournoi, censé se terminer le 12 juin, est finalement annulé.

## Palmarès
- Champion d'Algérie en 2019 avec l'USM Alger.
- Finaliste de la Supercoupe d'Algérie en 2020 avec l'USM Alger.

## Statistiques
| Saison                | Club                  | Championnat           | Championnat | Championnat | Coupe(s) nationale(s) | Coupe(s) nationale(s) | Compétition(s) continentale(s) | Compétition(s) continentale(s) | Compétition(s) continentale(s) | Total | Total |
| Saison                | Club                  | Division              | M.          | B.          | M.                    | B.                    | Comp.                          | M.                             | B.                             | M.    | B.    |
| 2015-2016             | USMM Hadjout          | 2                     | 11          | 1           | 0                     | 0                     | -                              | -                              | -                              | 11    | 1     |
| 2016-2017             | USM Alger             | 1                     | 0           | 0           | 0                     | 0                     | C1                             | 0                              | 0                              | 0     | 0     |
| 2017-2018             | USM Alger             | 1                     | 6           | 0           | 0                     | 0                     | C1+C3                          | 0                              | 0                              | 6     | 0     |
| 2018-2019             | USM Alger             | 1                     | 12          | 0           | 2                     | 0                     | C3                             | 0                              | 0                              | 14    | 0     |
| 2019-2020             | USM Alger             | 1                     | 14          | 2           | 2                     | 1                     | C1                             | 8                              | 0                              | 24    | 3     |
| 2020-2021             | USM Alger             | 1                     | 32          | 2           | 4                     | 0                     | -                              | -                              | -                              | 36    | 2     |
| 2021-2022             | USM Alger             | 1                     | 30          | 7           | -                     | -                     | -                              | -                              | -                              | 30    | 7     |
| Total sur la carrière | Total sur la carrière | Total sur la carrière | 105         | 12          | 8                     | 1                     | -                              | 8                              | 0                              | 121   | 13    |